# Phrynomedusa marginata
Phrynomedusa marginata är en groddjursart som först beskrevs av Eugenio Izecksohn och Cruz 1976.  Phrynomedusa marginata ingår i släktet Phrynomedusa och familjen lövgrodor. IUCN kategoriserar arten globalt som livskraftig. Inga underarter finns listade i Catalogue of Life.